# Angelo Kramel
Angelo Kramel (* 28. Januar 1903 in Cham; † 30. Juni 1975 in München) war ein deutscher Gewerkschafter (Deutscher Beamtenbund) und Politiker der CSU.

## Leben und Beruf
Nach dem Abitur auf dem Humanistischen Gymnasium in Regensburg studierte Kramel, der römisch-katholischen Glaubens war, von 1922 bis 1926 Rechtswissenschaften und Volkswirtschaftslehre an der Ludwig-Maximilians-Universität in München. Nachdem er 1929 die Große Juristische Staatsprüfung bestanden hatte, ließ er sich als Rechtsanwalt in München nieder. Ab 1936 war er zugleich Syndikus und Vermögensverwalter. Am 10. Oktober 1940 beantragte er die Aufnahme in die NSDAP und wurde zum 1. Januar 1941 aufgenommen (Mitgliedsnummer 8.797.301). Kramel war ab 1942 im höheren Finanzdienst in der Finanzverwaltung Bayerns tätig. Bei der Entnazifizierung im März 1947 wurde er zu der geringen Sühne von 700 RM verurteilt. Nach 1945 bis 1953 war er Oberregierungsrat und Referent bei der Oberfinanzdirektion München. 1962 erfolgte der Wiedereintritt. Zuletzt hatte Kramel dort den Rang eines Regierungsdirektors.
Von 1949 bis 1962 war Kramel Vorsitzender der Bayerischen Finanzgewerkschaft und zeitweise auch Vorsitzender des Bundes Bayerischer Beamtenverbände. Er war von 1955 bis 1958 Bundesvorsitzender des Deutschen Beamtenbundes.

## Partei
In der Weimarer Republik gehörte Kramel der BVP an. Nach dem Zweiten Weltkrieg wurde er Mitglied der CSU.

## Abgeordneter
Kramel gehörte von 1953 bis 1961 dem Deutschen Bundestag an. Von 1962 bis 1971 war er Mitglied des Bayerischen Senats.

## Ehrungen
- 1969: Großes Verdienstkreuz der Bundesrepublik Deutschland
- 1961: Bayerischer Verdienstorden